# 蔡方荫
蔡方荫（1901年4月27日—1963年12月13日），字孟劬，江西南昌人，中国土木建筑结构学家，中国科学院院士。江西师范大学内有“方荫楼”。

## 生平
蔡方荫于1925年毕业于清华学堂土木科。此后赴美留学，1928年获麻省理工学院土木工程硕士。毕业后在纽约一设计事务所任结构设计师。1930年返国后，先后任教于东北大学、国立清华大学、国立西南联合大学、国立中正大学等校，是当时中国工程教育界的知名教授，并著有中国首部结构力学教科书《普通结构学》。
中华人民共和国成立后，出任南昌大学工学院院长。1951年，出任重工业部兵工局总工程师。1953年至1956年间，任职于第二机械工业部。
1955年，当选中国科学院技术科学部学部委员（院士）。1956年起，任建筑工程部建筑科学研究院副院长兼总工程师等职。
1957年，加入九三学社。
1963年逝世。